# Inundaciones en Europa Central de 2024
Las inundaciones de Europa Central de 2024 fueron una serie de inundaciones en curso causadas por las fuertes lluvias récord generadas por la tormenta Boris, una depresión extremadamente húmeda de Génova. Las inundaciones comenzaron en Austria y la República Checa, luego se extendieron a Polonia, Rumania y Eslovaquia, y después a Alemania, Hungría e Italia. Hasta el 20 de septiembre de 2024, se han reportado 26 muertes.

## Áreas afectadas

### Austria

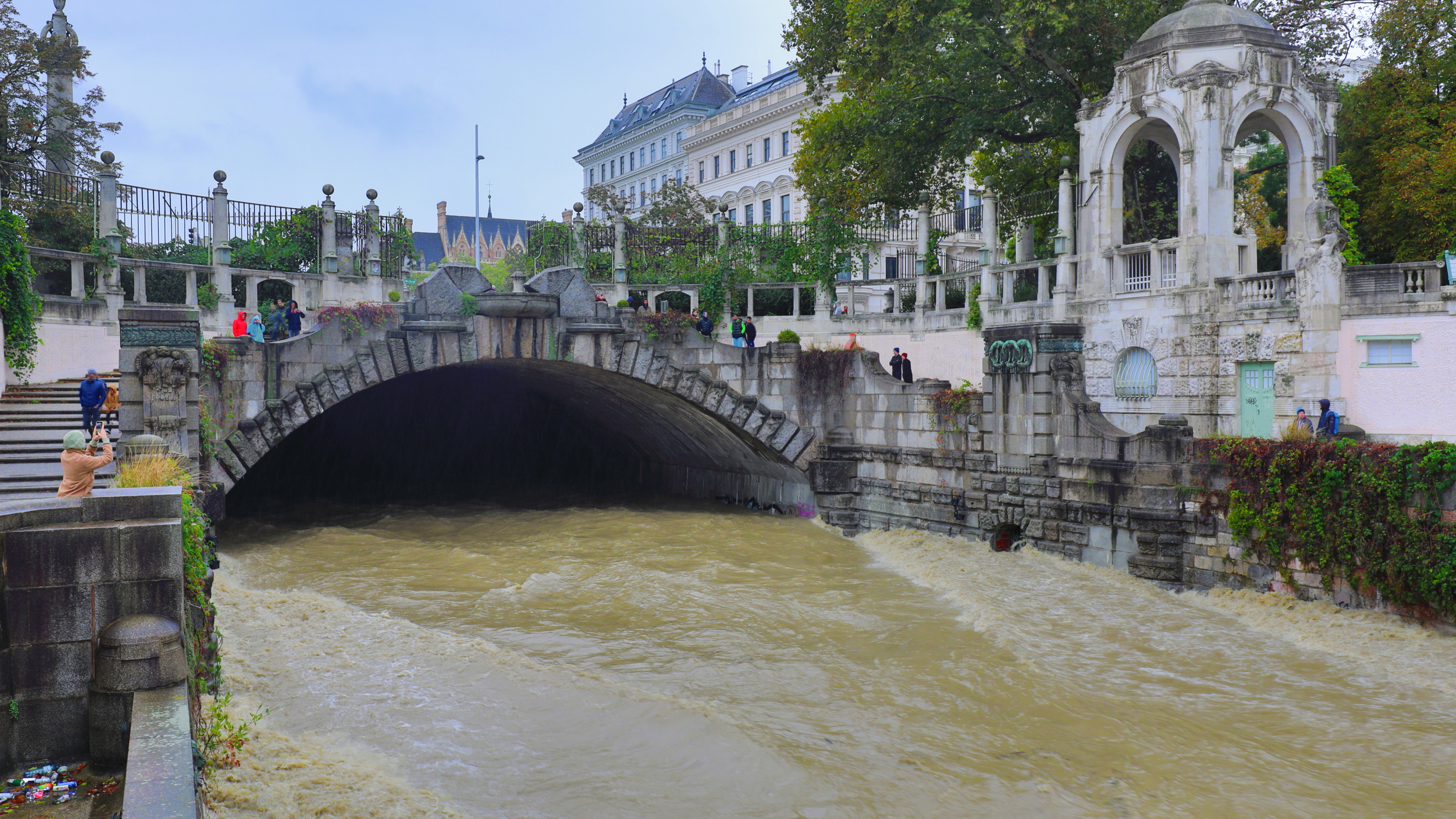
Río Viena inundado

En Austria, el estado más afectado fue Baja Austria, especialmente las regiones central y noroeste, siendo los ríos Danubio, Kamp y Traisen se desbordaron. Antes, la mayor preocupación se centraba en el embalse de Ottenstein (que tuvo que ser vaciado apresuradamente durante las inundaciones de 2002, lo que aumentó considerablemente los daños). Las casas a lo largo de estos ríos tuvieron que ser evacuadas, entre ellas los pueblos enteros de Rust im Tullnerfeld y Hardegg. En Viena se pudo controlar el Danubio, pero el río se desbordó parcialmente y hubo que evacuar zonas de Penzing. El servicio en el metro de Viena se redujo drásticamente. Burgenland, que ya había sufrido inundaciones en junio, estaba bajo alerta de inundación y sufrió daños por los vientos tormentosos y la lluvia. Una rotura de una presa en Sankt Pölten inundó la ciudad, dejando a 1.500 personas sin alcantarillado.  En la Baja Austria murieron cinco personas, entre ellas un bombero.

### República Checa

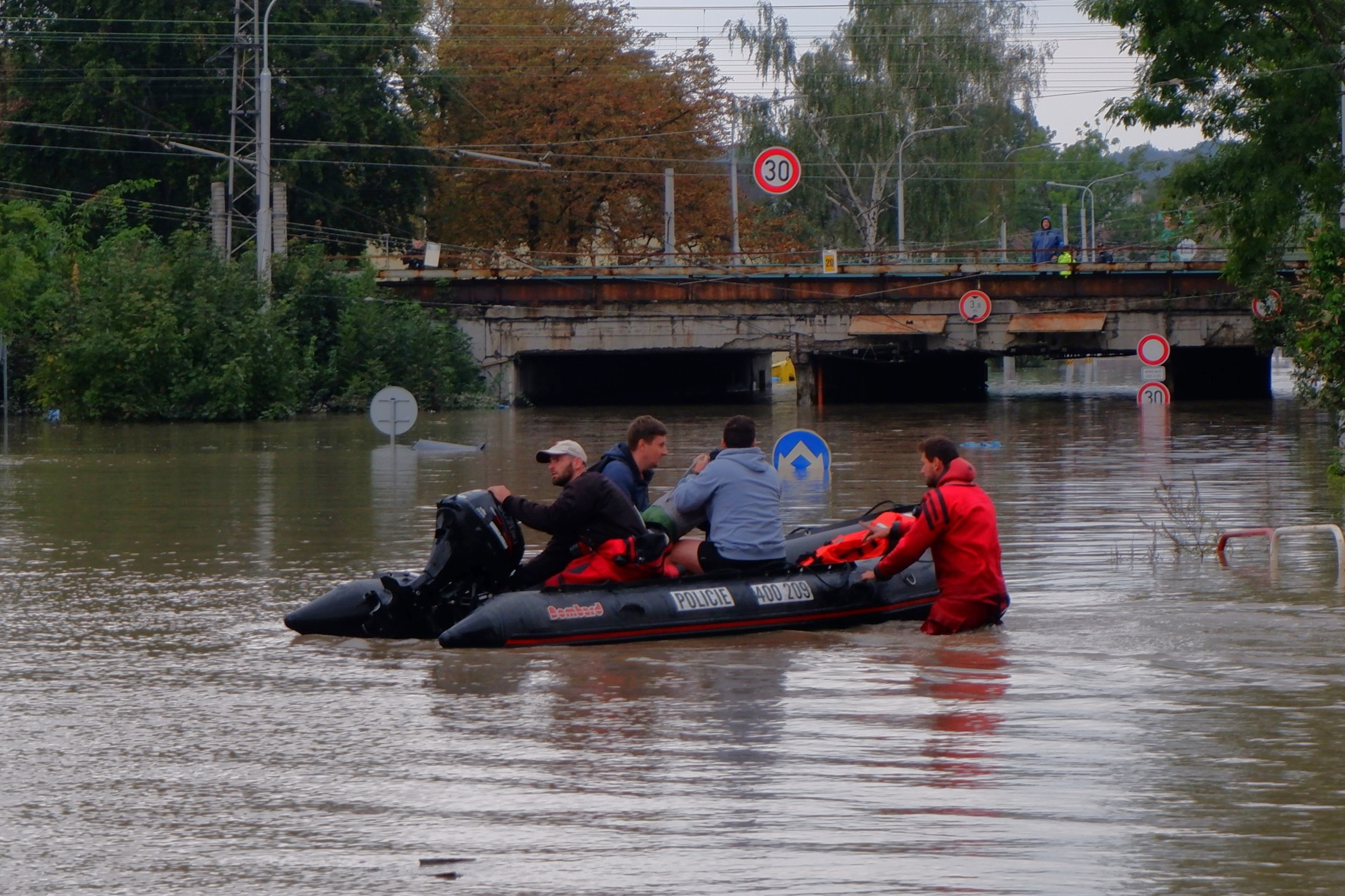
Barco de salvamento en Ostrava, República Checa

Las inundaciones en la República Checa comenzaron el 13 de septiembre después de fuertes lluvias. Hasta el 15 de septiembre, se informó que más de 200 ríos se habían desbordado de sus cauces. La situación más crítica se produjo en Moravia del Norte, especialmente en la región de las montañas Jeseníky, seguida por Moravia del Noreste, donde miles de personas tuvieron que ser evacuadas. Entre los lugares más afectados se encuentran Jeseník y Opava  donde algunas casas fueron destruidas por el desbordamiento del río. La operación de evacuación comenzó ya en la noche del 14 al 15 de septiembre en la importante zona residencial de Kateřinky. La ciudad más grande afectada por las inundaciones fue Ostrava. En algunas zonas de la región de Bohemia del Sur existe una amenaza constante. Cuatro personas fueron reportadas desaparecidas en todo el país, miles fueron desplazadas y alrededor de 250 mil se quedaron sin electricidad. Varias carreteras y vías férreas fueron cerradas y el agua entró en una estación del Metro de Praga, lo que provocó su cierre, pero el resto de la red permaneció operativa. Jeseník recibió casi 500 mm (20 en) de lluvia. En algunas zonas de Moravia y Silesia se registraron precipitaciones superiores a las registradas en 1997. 
Entre 15 al 16 de septiembre murieron cuatro personas en la región de Moravia-Silesia. La primera persona murió el 15 de septiembre en el arroyo Krasovka. El 16 de septiembre fueron encontradas muertas dos personas en Krnov y otra en un apartamento inundado. En Kobylá nad Vidnavkou también se ahogó una mujer.

### Italia

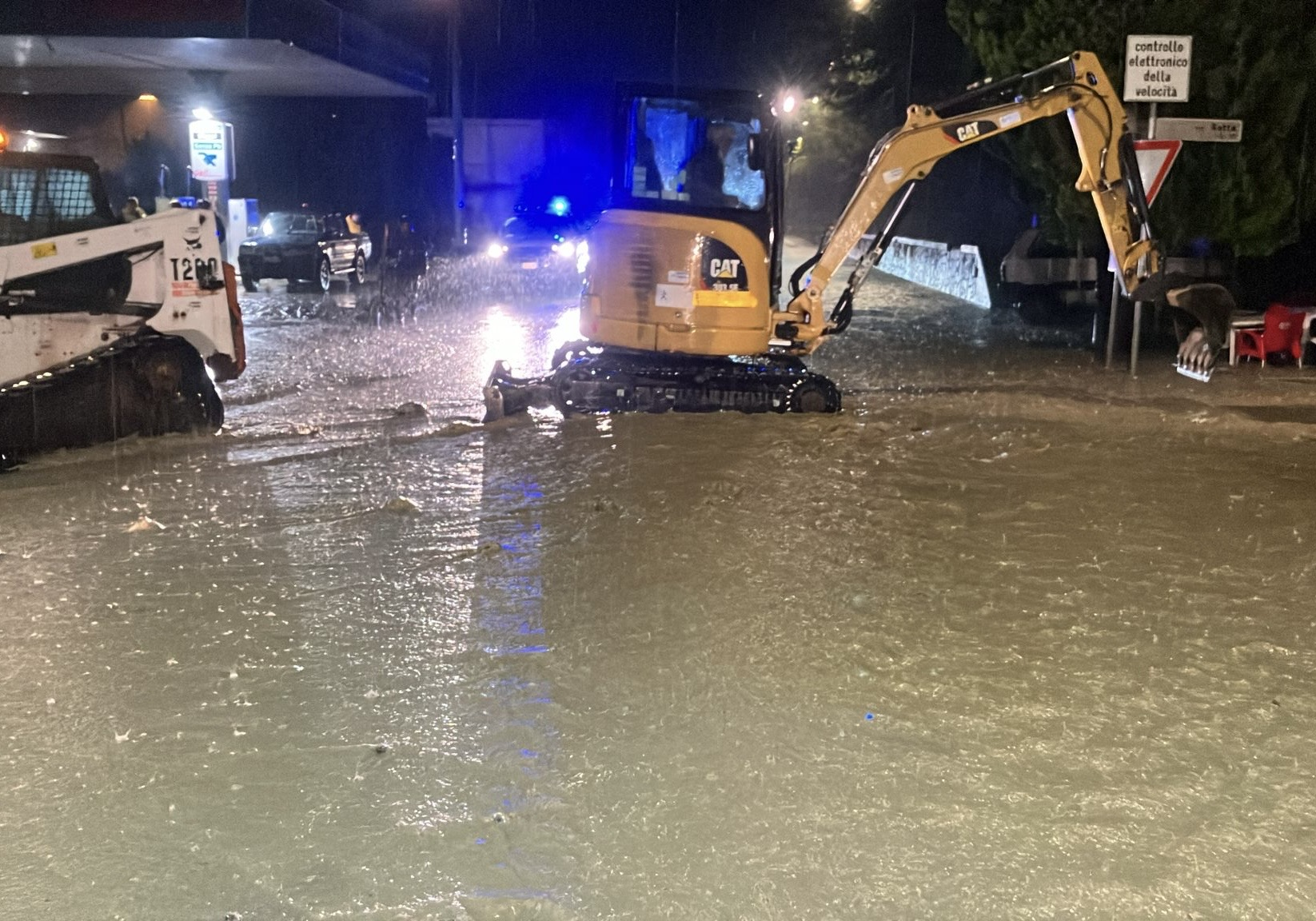
Operaciones de limpieza en Sasso Marconi, cerca de Bolonia, Italia

Los días 18 y 19 de septiembre se produjeron importantes inundaciones en Emilia-Romaña, en las mismas zonas afectadas por las mortíferas inundaciones de mayo de 2023. Los ríos Marzeno y Lamone se desbordaron en Romaña, provocando la evacuación de más de 1.000 personas. En la zona de los Apeninos se produjeron varios deslizamientos de tierra. También se produjeron importantes inundaciones en la región de Marcas.
El 13 de septiembre, un excursionista murió por hipotermia en una tormenta de nieve en los Alpes italianos. El 17 de septiembre, un bombero murió en Foggia cuando su vehículo de servicio fue arrastrado por un torrente furioso en la carretera estatal 90 que une San Severo con Apricena. Ese mismo día, un avión biplaza con tres ciudadanos franceses a bordo se estrelló en los Apeninos tosco-emilianos debido al mal tiempo.

### Polonia

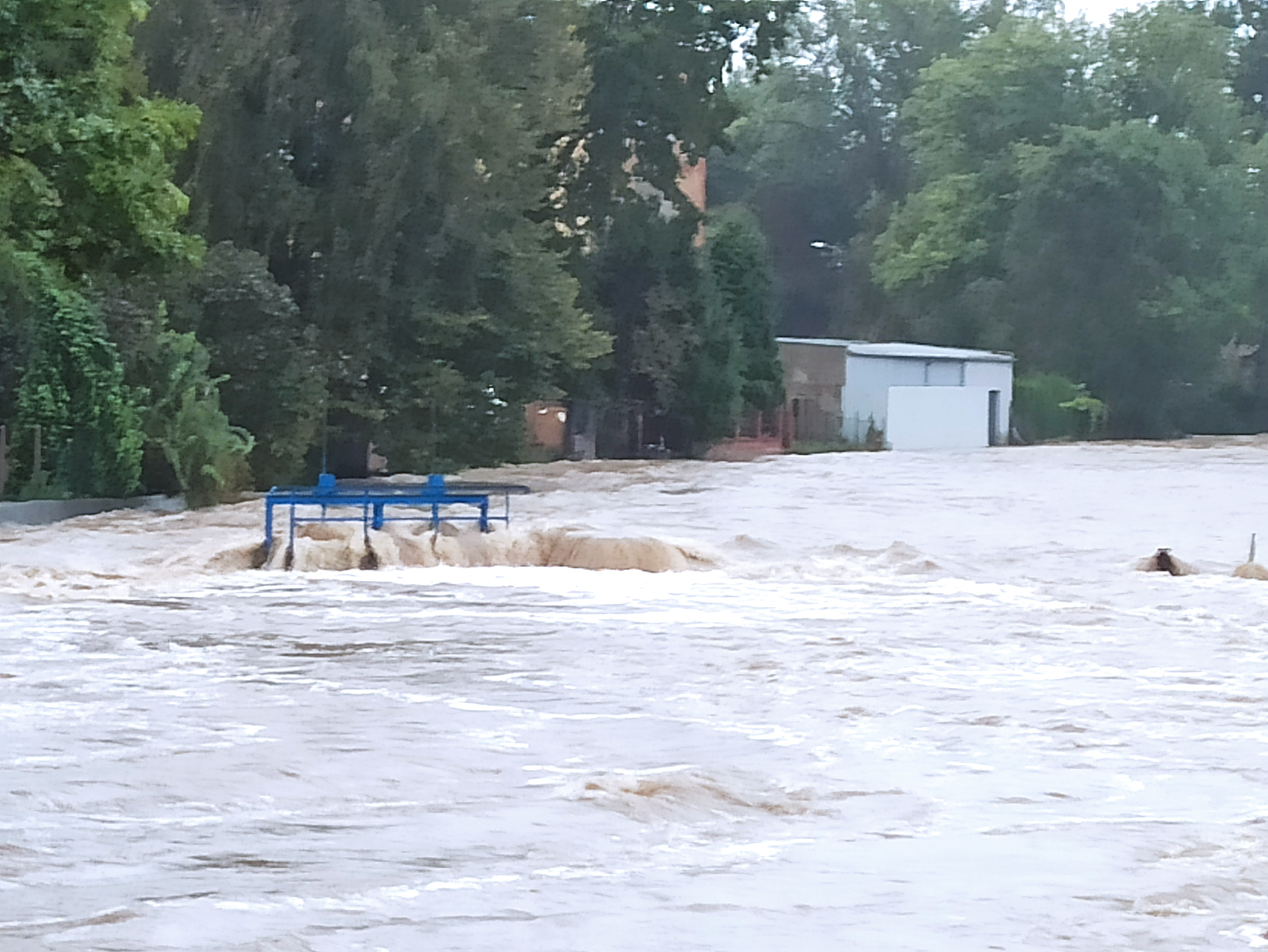
Desbordamiento del río Prudnik, en Polonia, 14 de septiembre

Boris voló sobre el suroeste de Polonia, donde cayó casi medio año de lluvia en tres días. En algunos lugares se registraron más de 400 mm (16 en) de lluvias torrenciales, acompañadas de tormentas eléctricas y tornados. Boris azotó el voivodato de Opole y la Baja Silesia, provocando inundaciones entre el 14 y el 16 de septiembre. Se informó que diez personas murieron como resultado de las inundaciones, miles fueron desplazadas y entre 50 y 70 mil se quedaron sin electricidad. En 82 estaciones de medición, principalmente en la cuenca del río Óder, se han emitido alertas de graves inundaciones.
El 14 de septiembre, en la ciudad de Głuchołazy, el agua superó las barreras contra inundaciones y destruyó un puente temporal sobre el río Biała Głuchołaska, lo que provocó evacuaciones obligatorias. Se cerraron las escuelas de Nysa, Kłodzko, Jelenia Góra y Prudnik. Los trenes en la región fueron suspendidos debido a múltiples casos de erosión de las vías y caída de árboles.
En la noche del 15 al 16 de septiembre, la presa de Pilchowice se desbordó, lo que provocó inundaciones en las ciudades de Lwówek Śląski, Gryfów Śląski y Wleń. Un contingente de helicópteros checos estacionado en Powidz, Polonia, como parte de la cooperación de la OTAN, se unió a la operación de socorro en Polonia.

### Rumania
Se informó de la muerte de siete personas como consecuencia de las inundaciones en Rumania. Los condados de Galați y Vaslui se vieron gravemente afectados por las inundaciones causadas por la tormenta Boris, con múltiples aldeas sumergidas, infraestructura clave dañada y miles de residentes desplazados. La región, bordeada por los ríos Siret y Prut, experimentó lluvias incesantes que provocaron el desbordamiento de estos ríos, causando estragos en toda la zona. Varias aldeas se vieron abrumadas por las inundaciones, incluidas Slobozia Conachi, Cudalbi, Pechea, Costache Negri, Grivița y Piscu. En estas zonas, las calles se convirtieron en ríos y las casas quedaron sumergidas bajo varios pies de agua. Los residentes se vieron obligados a evacuar, muchos de ellos utilizando barcos y balsas improvisadas, mientras las aguas de la inundación subían rápidamente. Varios ríos locales se desbordaron, convirtiendo tierras de cultivo y áreas residenciales en zonas inundadas, complicando aún más las operaciones de rescate. Las carreteras principales como DN25 y DN26, que conectan las zonas rurales con la ciudad de Galați, quedaron completamente cortadas, lo que dejó a los servicios de emergencia con dificultades para llegar a las zonas afectadas. Los deslizamientos de tierra causados por las fuertes lluvias obstaculizaron aún más las conexiones de transporte, y 100 kilómetros de la línea ferroviaria entre Bârlad y Galați estuvieron cerrados debido a los graves daños y partes de la línea quedaron suspendidas en el aire.

### Eslovaquia
Después de un fuerte viento en la noche del 14 al 15 de septiembre de 2024, que fue precedido por varios días de fuertes lluvias, los caudales de agua en Eslovaquia también crecieron. La peor situación hidrológica se registró en las cuencas de los ríos Kysuca y Myjava, así como en ríos más pequeños de los Pequeños Cárpatos. También crecieron los ríos Danubio y Morava. Rohožník, Jablonica, Stupava, y Devínska Nová Ves se inundaron durante la noche y la mañana. El arroyo Blatina se desbordó e inundó el aparcamiento y el subterráneo de un edificio de apartamentos en Sídlisko Sever II, Pezinok. El 15 de septiembre se emitieron alertas de inundación de color naranja y rojo en Eslovaquia occidental. Al mediodía del 16 de septiembre, el nivel del Danubio alcanzó una altura de 926 centímetros y se desbordó sobre los diques de Tyrš y Fajnor en Bratislava. El Danubio alcanzó una altura de 970 centímetros el 17 de septiembre, a las 2:30 am, a las 7:00 am el cuerpo de un hombre de 73 años fue encontrado en el sótano inundado de una casa familiar en el distrito de Devín, y el nivel del Danubio alcanzó los 966 centímetros a las 10 am  El 18 de septiembre, el nivel del Danubio y Morava en Bratislava alcanzó un máximo entre 970 y 980 centímetros, en Devín alcanzó aproximadamente 910 centímetros.

### Hungría

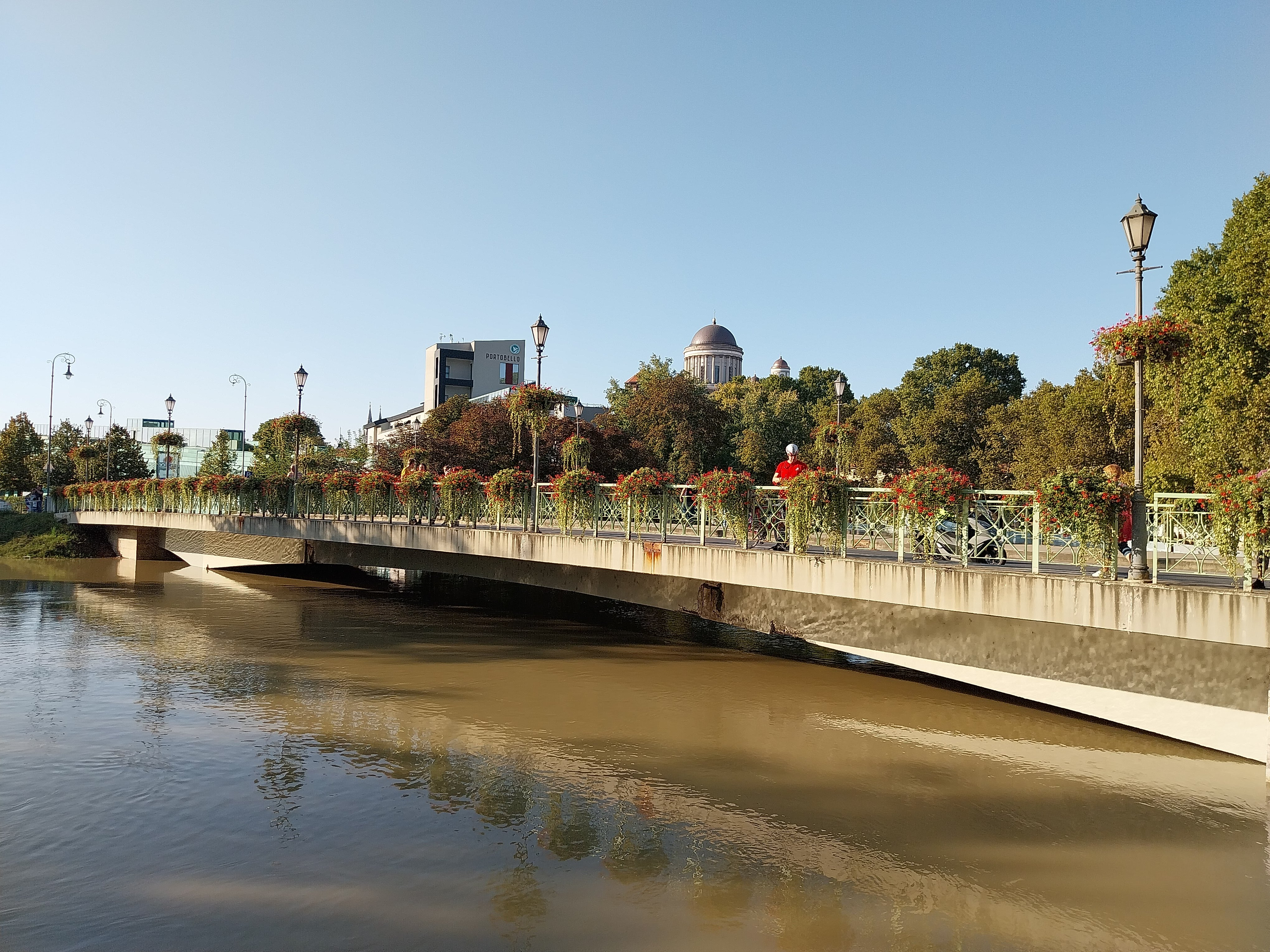
El Pequeño Danubio en Esztergom, de 20 de septiembre

A partir del 17 de septiembre, 500 kilómetros (310,7 mi) del Danubio se encuentra bajo alerta de inundaciones debido a la subida de las aguas. En Budapest, el gobierno de la ciudad repartió un millón de sacos de arena a los ciudadanos. Los servicios de trenes entre Budapest y Viena fueron cancelados. La mitad inferior de la Isla Margarita quedó cerrada.

### Croacia y Serbia
Según las autoridades croatas, se espera que el Danubio alcance su punto máximo en la frontera entre Croacia y Serbia alrededor del fin de semana del 21 al 22 de julio. Septiembre.
Los días 13 y 14 de septiembre, la temperatura mínima fue de 20 °C (36 °F) caída de temperatura en Croacia, causando una nevada inusual en las montañas.